# Jo Jin-mi
Jo Jin-mi (koreanisch 조진미; * 15. November 2004) ist eine nordkoreanische Wasserspringerin.

## Erfolge
Jo Jin-mi belegte 2019 in ihrem Debütjahr bei der World Series insgesamt sechsmal einen Podestplatz. Dreimal wurde sie jeweils im Mixed-Synchronspringen vom Zehn-Meter-Turm Zweite sowie zweimal im Synchronspringen. In Montreal belegte sie mit Kim Mi-rae im Synchronspringen vom Zehn-Meter-Turm den ersten Platz. Weitere internationale Teilnahmen folgten erst wieder 2024. Bei den Weltmeisterschaften 2024 in Doha wurde Jo im Synchronspringen mit Kim Mi-rae Vizeweltmeisterin hinter der chinesischen Paarung Chen Yuxi und Quan Hongchan. Mit Hyon Il-myong gewann sie außerdem im Mixed-Synchronspringen hinter den Chinesen Huang Jianjie und Zhang Jiaqi ebenfalls Silber.
Mit diesen Resultaten qualifizierte sie sich für das Synchronspringen bei den Olympischen Spielen 2024 in Paris. In diesem Wettbewerb vom Zehn-Meter-Turm blieb Jo, die mit Kim Mi-rae an den Start ging, ohne Chance gegen ihre chinesischen Konkurrenten, platzierte sich dafür aber vor allen übrigen Teilnehmerinnen. Kim und Jo erzielten 315,90 Punkte und gewannen die Silbermedaille, während Chen Yuxi und Quan Hongchan mit 359,10 Punkten deutlich Olympiasiegerinnen wurden. Rang drei ging mit 304,38 Punkten an die Britinnen Andrea Spendolini-Sirieix und Lois Toulson.